# 京大アメリカンフットボール部誕生秘話 君に涙は似合わない
『京大アメリカンフットボール部誕生秘話 君に涙は似合わない』（きょうだいアメリカンフットボールぶたんじょうひわ きみになみだはにあわない）は、朝日放送（ABCテレビ）とテレパックが制作し、1988年3月29日の20:00 - 21:48にテレビ朝日系列で放映されたスペシャルドラマである。
京都大学のアメリカンフットボール部「ギャングスターズ」の誕生と活躍を描いた作品で、本作が放映された1988年、当時4回生だった東海辰弥を擁したギャングスターズは、「ライスボウル」で2連覇を達成した。

## 作品内容
第二次世界大戦終了後、混乱に満ちていた日本。当時の第三高等学校（現在の京大）に、海軍から復学した青年・澤田久雄は、アメリカンフットボール部（後の京都大学ギャングスターズ）を日本の国公立大学で初めて誕生させるが…。

## キャスト
- 澤田久雄：中村雅俊
- 檀ふみ
- 山下真司
- 三浦浩一
- 新田恵利
- ピンカーマン監督：レオ・メンゲッティ
- 河本忍
- 渡辺美佐子
- 辰巳琢郎
- 江藤潤
- 赤塚真人
- 塩見三省
- ナレーション：林隆三

## スタッフ
- 脚本：佐々木守
- 音楽：津島利章
- 演出：瀬川昌治
- 制作：ABC、テレパック